# Beluga (rivière)
Pour les articles homonymes, voir Beluga.
La rivière Beluga est un cours d'eau d'Alaska, aux États-Unis situé dans le borough de la péninsule de Kenai.

## Description
Longue de 35 milles (56 km), elle prend sa source dans le lac Beluga et coule en direction du sud-est vers le golfe de Cook, à 11 milles (18 km) au nord-est de Tyonek.
Son nom local a été référencé en 1898 par Eldridge, de l'United States Geological Survey. Ce nom signifiant en russe baleine blanche.

## Sources
- (en) « Beluga (rivière) », Geographic Names Information System